# Нурмухаммедов, Нагим-Бек Джелаль-эд-Динович
Нагим-Бек Нурмухаммедов (6 ноября 1924, Сайтанды, Семипалатинская губерния — 16 декабря 1986, Алма-Ата, Казахстан) — советский художник, кандидат искусствоведения (1961), народный художник Казахской ССР (1974). Работал преимущественно в направлении реализма, импрессионизма.

## Биография
Родился в 1924 году в местечке Сайтанды современной Павлодарской области. В 1931 году умер его отец, поэтому с семилетнего возраста мальчик воспитывался в детском доме.
В 1940 году Нурмухаммедов стал студентом Алма-Атинского художественного училища, окончил его в 1942 году и поступил в Московский авиационный институт, но в том же году, после гибели брата на войне, ушёл добровольцем на фронт, приняв участие в битве за Кавказ. После войны окончил сначала Военно-морское артиллерийское училище, затем среднюю художественную школу при Всероссийской Академии художеств.
В 1947—1953 годах учился в Институте живописи, скульптуры и архитектуры им. И. Е. Репина в Ленинграде под руководством профессора Р. Р. Френца, специализируясь на батальной живописи. В 1955 году стал аспирантом творческой мастерской А. М. Герасимова при Академии художеств, которую окончил в 1961 году. В 1959 году переехал в Алма-Ату.
Нурмухаммедов работал в различных жанрах живописи: преимущественно в жанровых картинах, однако также является автором целого ряда портретов, пейзажей, картин на историческую тематику. К числу его наиболее известных картин относят портреты адмиралов флота СССР Исакова и Горшкова, писавшиеся с натуры, а также картины «Предгорья Алатау» (1966), «Папа идёт» (1960), «Тургайские степи. 1919» (1971—1972), «Бригада И.Жахаева» (1972) и другие.
Нурмухаммедов посетил множество зарубежных стран: Франция, Англия, Бразилия, Япония, США, Канада, Мексика, Индия и прочие, оставив зарисовки о каждом из своих путешествий. Работы художника экспонировались на выставках в Канаде, Бельгии, Югославии и других странах. Нурмухаммедов также является автором ряда научных работ по искусствоведению и нескольких альбомов.
Награждён Государственной премией Казахской ССР им. Ч. Валиханова (1978), двумя орденами «Знак Почёта» (1959, 1971), Орденом Отечественной войны II степени (1985).

## Книги
- Научись рисовать. — А., 1962.
- Искусство Казахстана. Альбом. — М., 1970.
- Мавзолей Ходжи Ахмеда Ясави. Альбом. — А., 1980.